# Changde (köpinghuvudort i Kina, Heilongjiang Sheng, lat 46,14, long 125,02)
Changde (kinesiska: 昌德, 昌德镇) är en köpinghuvudort i Kina. Den ligger i provinsen Heilongjiang, i den nordöstra delen av landet, omkring 130 kilometer väster om provinshuvudstaden Harbin. Antalet invånare är 22 485. Befolkningen består av 10 949 kvinnor och 11 536 män. Barn under 15 år utgör 13,0 %, vuxna 15-64 år 79 %, och äldre över 65 år 6,0 %.
Runt Changde är det tätbefolkat, med 356 invånare per kvadratkilometer. Närmaste större samhälle är Gaotaizi, 17,1 km väster om Changde. Trakten runt Changde består i huvudsak av gräsmarker.
Genomsnittlig årsnederbörd är 739 millimeter. Den regnigaste månaden är juli, med i genomsnitt 211 mm nederbörd, och den torraste är januari, med 4 mm nederbörd.